# Margaret de Audley
Margaret de Audley, II baronesa Audley suo jure  y condesa de Stafford (1318[cita requerida] – - entre 1347 y 1351) fue una noble inglesa. Era la única hija de Hugh de Audleyy Margaret de Clare, condesa de Gloucester, condes de Gloucester. Su madre era hija de la princesa Juana de Acre, por lo que Margaret era bisnieta de Eduardo I de Inglaterra y Leonor de Castilla. Al ser la única hija de su padre, heredó el título de baronesa Audley el 10 de noviembre de 1347.

## Matrimonio y descendencia
Margaret fue secuestrado por Ralph Stafford, señor de Stafford, quien había ayudado al rey Eduardo III a tomar el trono. Para ese tiempo el valor de la herencia de Margaret era de £2314, diez veces más que el de los estados de Stafford, aunque este luego aumentaría su patrimonio al obtener el título de conde en 1350. Tras su secuestro, sus padres protestaron ante el rey sin éxito. Para compensar a los Audley, concedió a los padres de Margaret el título de condes de Gloucester.
Margaret de Audley y Stafford se casaron antes del 6 de julio de 1336, y tuvieron dos hijos y cuatro hijas:
- Sir Ralph de Stafford (m. 1347), casado con Matilde de Lancaster, hija de Enrique de Grosmont, duque de Lancaster, e Isabel de Beaumont, en 1344.[3]
- Hugh de Stafford,II conde de Stafford (c. 1336 - 1386), casado con Philippa de Beauchamp; ancestros de los duques de Buckingham.[3]
- Elizabeth de Stafford, (c. 1340, Staffordshire - 7 de agosto de 1376), casada con Fulk le Strange;[3]  más tarde casada con John de Ferrers, III barón Ferrers de Chartley; y finalmente casada con Reginald de Cobham, II barón Cobham.[4]
- Beatrice de Stafford, (c. 1341, Staffordshire - 1415), casada en primer lugar con Maurice FitzGerald, II conde de Desmond (m. 1358) en 1350; y más tarde con Thomas de Ros, IV barón de Ros, de Helmsley; y en tener lugar con Sir Richard Burley.[3]
- Joan de Stafford (1344, Staffordshire - 1397), casada con John Charleton, III barón Cherleton,[3] y con Gilbert Talbot,  III barón Talbot.[5]
- Katherine de Stafford (c. 1348, Staffordshire - diciembre de 1361), casada la Navidad de 1357 con Sir John de Sutton III (1339 – c. 1370 o 1376), señor del Castillo de Dudley. Madre de Sir John de Sutton IV, y abuela de Sir John de Sutton V.[6]